# 五條港安西府
五條港安西府（台語：Gōo-tiâu-káng An-se-hú）位於臺灣雲林縣台西鄉五港村西北方，座東朝西。其內供奉唐朝的張巡（張府千歲）、李泌（李府千歲）、莫英（莫府千歲），合稱「張李莫府三千歲」。五條港安西府是臺灣國內所有張李莫千歲廟的祖廟，為民間信仰朝謁的重要廟宇之一，香火鼎盛，海內外分靈有三千多處。
五條港安西府於清治乾隆六十年（1795年）建置於海豐島，於清治嘉慶十一年（1806年）遷移至雲林縣台西鄉五港村今址。其後因信徒眾多、香火鼎盛，遂不斷增建。現今除廟宇本體建築外，尚有魚池、庭園造景、鳳凰城等休憩設施，是台灣西濱地區的特色廟宇之一。

## 地理位置
五條港安西府位於雲林縣台西鄉五港村中央路76號。座東朝西，鄰近台西海園。

## 建築格局
百年來，宮廟歷經數次翻修整建，現今建築風格為現代台灣宮廟建築。主殿供奉張李莫千歲，左偏殿及右偏殿分別供奉地藏王菩薩和註生娘娘，貳樓為凌霄寶殿、太歲寶殿與植福寶殿。其中大旗杆高6丈，是前清道光30年（西元1850年）豎立至今的古物；另外，鳳凰城的圍牆是為了紀念安史之亂時張巡死守睢陽城的事蹟。

## 歷史沿革
- 清乾隆六十年（西元1795年）漁民於海豐島附近工作忽見五條港外有金光，等待海潮退，那道金光漂到海豐島上，前往那金光來源，只看到一艘竹筏，上面有香爐，另外上面有牌位寫「張李莫千歲」。眾人看到討論完認定是神蹟，所以決定在海豐島的草寮中供奉張李莫千歲的牌位。

- 清嘉慶十一年（西元1806年），因草寮興築在海豐島上，因潮汐的關係，造成前往拜拜交通不便，於是決定改建在雲林縣台西鄉五條港，為現今廟址。

- 清道光元年（西元1821年），工商業發達，民眾經濟好轉，由麥寮街「楊長力號」店東楊裕號召重建安西府，遂組成八股(崙頂股、崙下股、五港股、什張黎股、街仔股、客厝股、鹽埔股)，數年之後廟宇重建完成。

- 清道光三十年（西元1850年），廟前建高六丈餘旗杆一對，當因本島缺乏杉木，所以張李莫千歲化為老人，往福州買木材，將「張李莫千歲」字刻於木材上，木杉漂到海豐島後，信徒皆感驚訝，相信是神顯靈。

- 在唐玄宗天寶年間之時，胡人武將安祿山叛變發動安史之亂，張巡死守睢陽城長達兩年，宋朝文天祥以正氣歌「張睢陽齒」追念；良將莫英被張巡感動，結為異姓兄弟，為守睢陽城壯烈犧牲；忠臣李泌也作詩諷刺安祿山。安西府於西元2006年時以仿古代防禦成的方式興建了這座高4樓長160公尺的鳳凰城，就是為了紀念張李莫府千歲正氣浩然堅守睢陽城。

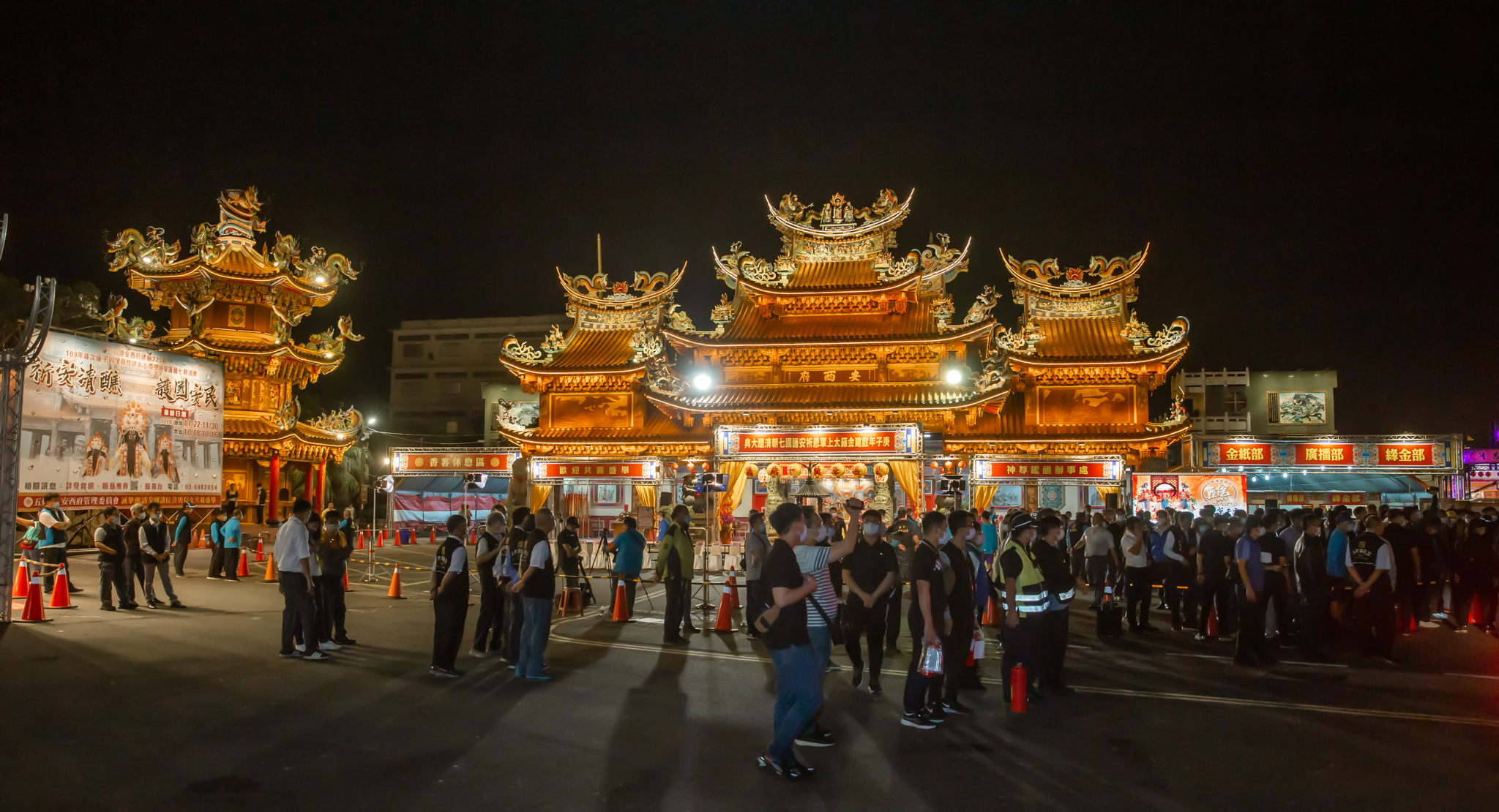
建醮儀式期間，夜間的安西府

五條港安西府於西元2020年11月舉行七朝清醮（醮，指道教科儀。清醮，指為祈福而建醮。七朝，指正式科儀連續不斷七天），竟以送水王、火王科儀進行見不得光，否則怕火祟會亂跑等語為由，要求全鄉配合「暫熄燈火」，通知台西鄉公所，使其協請臺電實施全鄉停電。除了路燈與交通號誌被關閉數小時，更要求鄉民不得開啟車燈，以免「若有光線神明會往光處跑，水、火無情若沒順利送走，難得平安」。

## 供奉神祇

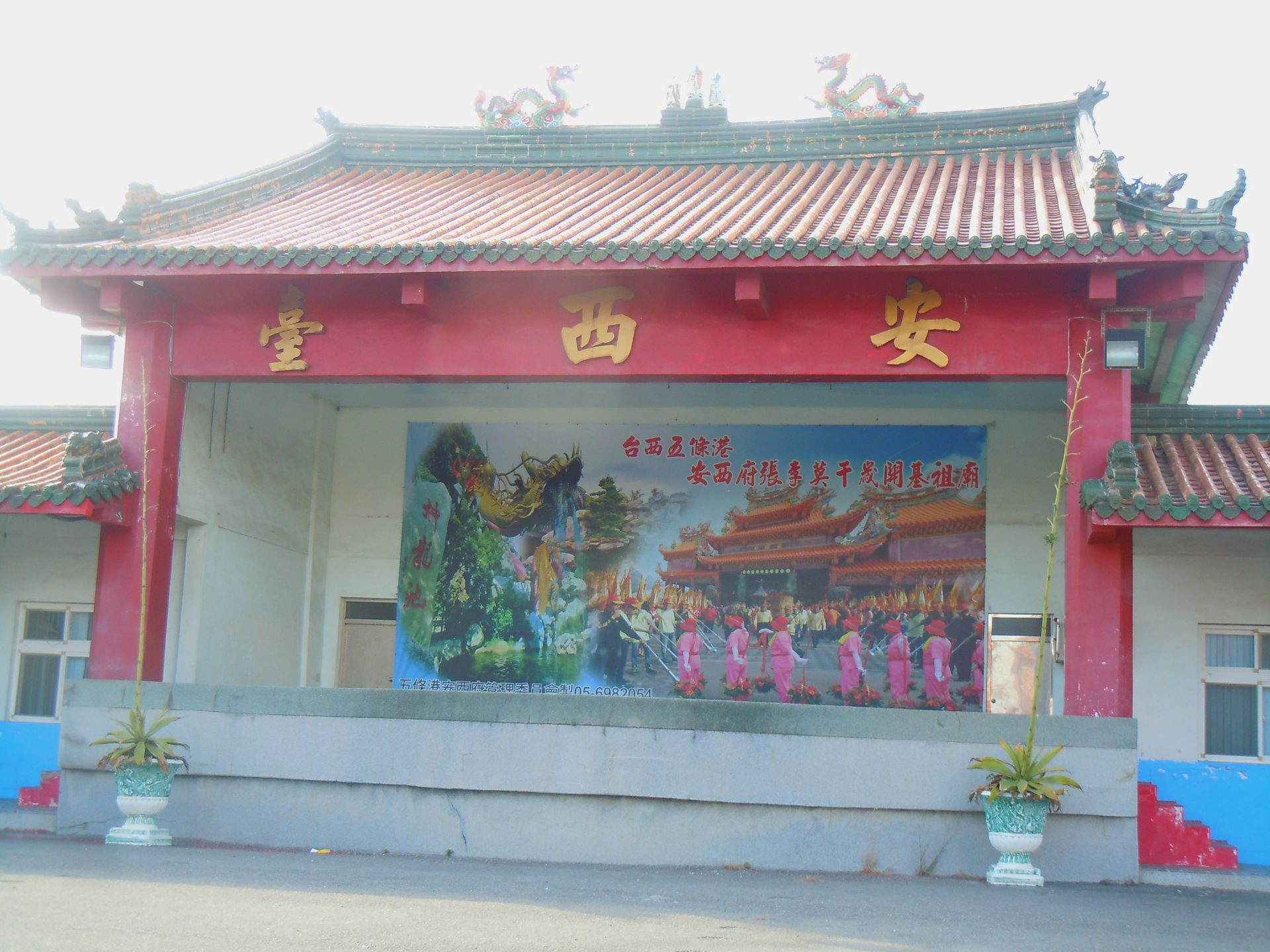
五條港安西府的戲臺。

供奉主神有張府千歲、李府千歲、莫府千歲，陪祀神明有福德正神、境主城隍、南霽雲將軍、雷萬春將軍等等。

### 正殿
- 睢陽忠魂-張巡
  - 張府千歲係唐朝忠臣張巡，生於唐中宗景龍三年(西元709年)。張巡博覽群籍，通曉戰陣，於開元末年擢進士第，出任清河縣令，治績顯著。唐玄宗天寶年間，安祿山叛變，張巡起兵征討，連戰皆捷，後率眾至睢陽，與太守許遠會合。賊將尹子琦率十萬兵力圍城數月，張巡固守，最終糧盡援絕，只得掘鼠羅雀以食，甚至殺愛妾以饗士。張巡曾向賀蘭進明求援，但賀蘭進明不肯出兵援救，於是睢陽城陷落，張公被捉，賊首問他：「交戰時，為何你要咬牙切齒？」張巡罵道：「恨不得把你吞下。」遂就義，卒於唐肅宗至德二年(西元757年)，享年四十九歲。

- 天子師友-李泌
  - 李府千歲係唐朝名臣李泌，生於唐玄宗開元十年(西元722年)，曾輔佐玄宗、肅宗、代宗、德宗四位皇帝。自幼聰穎，長大後更是博學多聞。在天寶年間，曾以翰林侍讀東宮，太子待之甚厚。李泌對於神鬼、修練之說深信不疑，曾深居衡山修道。李泌也是唐肅宗太子時期的好友，在安史之亂後協助肅宗返京，但返京後即引退衡山，對官場名位並不熱衷，只在唐德宗時代短暫擔任過宰相。

- 正氣浩然-莫英
  - 莫英是唐朝武將，原名蓋陀，生於唐睿宗嗣漢十八年(西元701)。為人明理忠勇、驍悍善戰，本為安祿山陣前大將軍。玄宗天寶年間，安祿山謀反，莫英奉命領兵征戰，多有戰功。肅宗至德元年，張巡守雍丘，賊兵久戰不能克，安祿山派莫英向張巡勸降，然而莫英受到張巡的忠義真誠所感動，乃投唐，並與張巡結為異姓兄弟，改漢名莫英(取其英勇之意)，以表投唐之決心。自此之後，莫英幫助張巡堅守睢陽，正氣凜然。至德二年九月，莫公身受重創，無法再戰，顧及城中糧絕且自己已無力作戰，感於張巡知遇之情，欲捨身肉、讓將士們吃，又擔心張巡擔憂其傷勢而有後顧之憂，毅然切腹自殺，丹心忠烈，天地共鑒，隨名垂千古。

- 左神龕：福德正神
  - 民間俗稱土地公、福德爺、伯公仔、后土或簡稱土地。土地神屬於民間信仰中的保護神，是具有福德的善鬼神。在台灣的傳統文化中，祭祀土地神即祭祀大地，現代多屬於祈福、求財、保平安、保農業收成之意，在諸神中地位較低，也是與人民較親近的神祇。

- 右神龕：境主城隍
  - 城隍其前身為水庸神，兼管陰陽的神祇，也是台灣神話中守護城池的神。城隍專司人間善惡之記錄、通報、死者亡靈審判和移送之職。唐代城隍信仰大盛，已出現求晴祈雨、招福避禍、禳災諸事的祭城隍文。至清代，城隍祭祀同樣列入祀典，城隍的地位更崇高。但凡新官到任前需到城隍廟齋宿；上任日，更需在城隍前完成祭禮才能就任。由此觀之，城隍的職能隨時代變遷，已由起初有求必應的神明轉變為地位超然的國家和地方守護神。

- 駕前：南霽雲將軍
  - 唐玄宗先天元年，生於魏州頓丘(河南濮陽)，家境貧寒，不得不棄家外出謀生，後投奔張巡部下被委以重任，屢建奇功。後因睢陽城失陷，叛賊威逼，他不屈因而被敵將斬首。

- 駕前：雷萬春將軍
  - 又稱武安王，是張巡的部下。唐朝天寶年間，賊將安祿山謀反，張巡起兵討伐。雷萬春奉命鎮守於雍丘，叛將令狐潮率軍包圍雍丘城。雷萬春怒責令狐潮不該叛節。令狐潮命令案中埋伏弓箭手，雷萬春面中六箭。因此後人繪畫他時，會在他的臉上劃下六個黑點。

### 左偏殿：文昌寶殿
- 文昌帝君

### 左偏殿：地藏寶殿
- 地藏王菩薩
  - 地藏王菩薩梵名「乞叉底櫱沙」，又別稱為幽冥教主，曾誓言「地獄未空，誓不成佛」，是地府中的菩薩，統帥十殿閻君，有情眾生只要唸誦其名號，禮拜供奉其像，就能得到無量功德的救濟。

### 右偏殿：財神殿
- 財神爺

### 右偏殿：註生寶殿
- 註生娘娘
  - 註生娘娘，俗稱「註生媽」，是台灣民間信仰中最受尊奉的生育之神，主管婦女的懷孕、生產，是許多不孕或懷孕婦女的信仰寄託。註生娘娘的造像，多是左手執簿本，右手持筆，象徵其記錄家家戶戶子嗣之事。註生娘娘之從神為「婆姊」，又或作「婆者」、「婆姐」，亦作「婆祖」，傳說其鳥首人身，或稱「鳥母」，有四位、六位、十二位、廿四位、卅六位等說法，輔佐註生娘娘保佑婦女護產安胎，或者區分所送子嗣之賢愚。

### 後殿：凌霄寶殿
- 玉皇上帝
  - 玉皇上帝，俗稱「天公」，上掌36天，總樞百神，下轄72地、四大部洲、億萬生靈，自古以來，即普受萬民崇奉。漢人對玉皇上帝之信仰，係源於傳統敬天畏天之思想，此一至高無上之「天」，不具形象。因其造化之功、統御萬有，逐舉奉為「玉皇上帝」，系宇宙之最高主宰。

- 三官大帝
  - 三官大帝，俗稱「三界公」，分別為：
    - 上元一品九炁賜福天官曜靈元陽大帝紫微帝君
    - 中元二品七炁赦罪地官洞靈清虛大帝青靈帝君
    - 下元三品五炁解厄水官金靈洞陰大帝暘谷帝君

- 太陽星君

- 太陰星君

- 駕前：四大天君
  - 四大天君為王天君、趙天君、李天君、楊天君，是道教中的護法神，鎮護天庭，庇蔭萬民。

- 左龕：南斗星君
  - 南斗星君，主要是將南斗六星神格化，成為司命主壽的六位星君，依據上清經的記敘：南斗六星「第一天府宮，乃司命星君」、「第二天相宮，乃司祿星君」﹑「第三天梁宮，乃延壽星君」、「第四天同宮，乃益算星君」、「第五天樞宮，乃度厄星君」、「第六天機宮，乃上生星君」。

- 右龕：北斗星君
  - 北斗星君職掌解厄，為北斗七星之神格化，計有七宮，一為天樞陽明貪狼太星君、二為天璇陰精巨門元星君、三為天璣真人祿存真星君、四為天權玄明文曲紀星君、五為玉衡丹廉貞綱星君、六為開陽北極武曲紀星君、七為瑤光天衝破軍關星君。

### 凌霄寶殿左偏殿：太歲寶殿
- 殷郊太子
  - 殷郊太子乃道教重要之護法神，同時也是太歲星君之領袖，總管六十甲子太歲星君。

- 太歲星君
  - 太歲星君，即歲神，依六十甲子輪流值歲，主掌人間的吉凶禍福。當年輪值的星君，即稱為「值年太歲」。而對值年太歲的沖犯有兩種，「年沖」是和自己的生肖年同年，「對沖」則是和自己的生肖年再加六年相同。

### 凌霄寶殿右偏殿：植福寶殿
- 玄天上帝
  - 北方之道教大神，象徵玄武，生於上巳之日，能治水防火、消災解困、護持軍旅、保佑長者延年益壽、保佑遠行者不迷路，法力高強，故廟宇甚多。

- 月老星君
  - 月下老人，或稱「月老星君」，是婚姻之神。唐代韋固某日夜宿宋城，在旅店遇一老人，像在查找什麼。韋固問老人家在翻查什麼 ? 老人答到﹕「天下人的婚書。」韋固又問袋中何物 ? 老人說﹕「袋內都是紅繩，用來繫住夫婦之足。」韋固十分驚奇，忙打聽自己的婚事。月下老人翻書查看，笑著對他說﹕「足下的未婚妻，就是店北頭賣菜的老太婆的三歲女兒。」韋固聽了很生氣。十年之後，韋固迎娶相州參軍的女兒，韋固才知道此女正是過去月下老人提及的三歲小女。韋固見天意不可違，真是千里姻緣一線牽。宋城的縣宰知道這件事後，把那間客棧定名為「定婚店」。牽紅線的老人，從此稱為「月下老人」。

- 九天玄女
  - 九天玄女，護佑戰爭與國運的女神，所謂九天，指「中央」及「八方」，即四面八方之意。中國神話中，黃帝與蚩尤混戰時，九天玄女受西王母之命，授符法於黃帝，使之擊敗蚩尤。自此，九天玄女成為掌管人世劫運、向處逆境的救世英雄傳授兵法、扶持應命英雄的女仙。

### 馬使爺廳
- 馬使爺

## 傳說軼事
- 台灣日治時期末年，總督府施行「皇民奉公」，貶抑台灣民間信仰，以使與日本同化。安西府本在拆除名單。傳說張李莫千歲顯靈，使工人拆除廟宇時，上吐下瀉，頭暈腦脹，執行官見狀，便取消拆除計劃。

- 西元1945年（日治昭和20年、中華民國34年）台灣戰後初期，台西仕紳林明栓等人，提議重建廟宇，並恭請張李莫千歲至南鯤鯓代天府會香。一行萬餘人途經布袋時，該地方因霍亂肆虐，許多人因此喪命，據說張李莫三府千歲不忍見民眾受苦，即令信眾繞行布袋，待神駕過後，布袋的疫情即告消除，鄉民認為是張李莫千歲顯靈，為了答謝神恩，紛紛加入重建安西府的行列。

- 西元1954年（民國43年）九月，中共解放軍砲擊金門，金門縣縣民朱秀華全家乘船撤退來台，父母半路失散，朱秀華逃至另一艘漁船渡海，船舶卻中彈擱淺，朱秀華生還，在雲林縣臺西鄉五港村的海豐島待援，但沿海漁民因為貪圖朱女身上財物，而將之溺死。據說事後朱秀華靈魂仍遊蕩在海豐島，路遇張李莫千歲，三位千歲認為朱秀華陽壽未盡，於是與眾神協商之後，命其借雲林麥寮孝媳吳林罔腰之遺體復活，朱女還魂後，為了報張李莫千歲的恩情，主持麥寮鎮東宮，積極辦理慈善事業，朱女的借屍還魂事蹟，也轟動了全國。

## 外部連結
- 五條港安西府的Facebook專頁